# The Pit (album)
 (septembre 2013).
Si vous disposez d'ouvrages ou d'articles de référence ou si vous connaissez des sites web de qualité traitant du thème abordé ici, merci de compléter l'article en donnant les références utiles à sa vérifiabilité et en les liant à la section « Notes et références ».
Pour les articles homonymes, voir The Pit.
Albums de Buckethead
Thank You Ohlinger's
(2013) Hollowed Out
(2013)
The Pit est le 65e album de Buckethead et le 36e volume de la série « Buckethead Pikes »,. Il fut offert en même temps que Thank You Ohlinger's le 2 novembre 2013 version numérique et en version limitée (300 exemplaires) consistant d'un album à pochette vierge dédicacée et numérotée de 1 à 300 par Buckethead pour être livré le 22 novembre.
Une version standard a été annoncée, mais n'est toujours pas disponible.

## Liste des titres
| 1.    | The Pit Part 1 | 4:28 |
| 2.    | The Pit Part 2 | 2:12 |
| 3.    | The Pit Part 3 | 2:21 |
| 4.    | The Pit Part 4 | 3:34 |
| 5.    | The Pit Part 5 | 3:21 |
| 6.    | The Pit Part 6 | 4:23 |
| 7.    | The Pendulum   | 8:07 |
| 28:26 |                |      |

## Remarques
- Cet album fait référence à la nouvelle de Edgar Allan Poe, ''Le Puits et le Pendule''. (The Pit and the Pendulum, en anglais.)